# NK Maribor
NK Maribor ist ein slowenischer Fußballverein aus Maribor. Der Verein ist mit 16 Meisterschaften und neun Pokalsiegen der erfolgreichste Verein des Landes.

## Geschichte

Altes Logo

Der NK (nogometni klub = Fußballklub) Maribor wurde 1960 gegründet und ist der erfolgreichste Fußballverein in Slowenien seit der Unabhängigkeit. Der Rekordmeister der höchsten slowenischen Spielklasse (Prva Liga) ist zudem Rekordpokalgewinner mit acht Siegen und Rekordsuperpokalgewinner mit vier Siegen.
In der Saison 1999/2000 qualifizierte sich der Verein unter Trainer Bojan Prašnikar für die Champions League. Dem Verein gelang in der ersten Gruppenphase prompt der Einstand mit einem 1:0-Auswärtssieg gegen Dynamo Kiew, jedoch gab es dann nur noch einen Punkt am letzten Spieltag (0:0 gegen Bayer 04 Leverkusen). Maribor schied mit vier Punkten und nur zwei Toren als Letztplatzierter aus.
In der Saison 2011/12 zog man erstmals seit 1999 wieder in die Gruppenphase eines europäischen Wettbewerbs ein, als man sich für die Gruppenphase der UEFA Europa League qualifizierte. In der Play-off-Runde setzte sich NK Maribor gegen die Glasgow Rangers durch. In einer Gruppe mit dem FC Brügge, Sporting Braga und Birmingham City schied der Verein jedoch mit nur einem Punkt als Letztplatzierter aus.
In der Saison 2013/14 qualifizierte sich NK Maribor als erster slowenischer Verein für die K.-o.-Phase eines internationalen Wettbewerbs. Dabei setzte er sich in einer Gruppe mit Rubin Kasan, SV Zulte Waregem und Wigan Athletic als Zweitplatzierter durch. Am Ende war die Tordifferenz gegenüber dem punktgleichen Zulte Waregem Ausschlag gebend für den Aufstieg. Im Sechzehntelfinale traf man auf den späteren Sieger FC Sevilla, dem man im Hinspiel ein 2:2 abringen konnte. Das Rückspiel in Andalusien ging nur knapp mit 1:2 verloren.
In der Saison 2014/15 spielte man erneut in der Champions League. Nachdem man sich in der Qualifikation gegen Maccabi Tel Aviv und gegen Celtic Glasgow durchgesetzt hatte, wurde die Mannschaft in einer Gruppe mit Sporting Lissabon, dem FC Schalke 04 und dem FC Chelsea Letzter und schied aus.
Auch in der Saison 2017/18 konnte der Verein die Gruppenphase der Champions League erreichen. In der Play-off-Runde setzte man sich gegen den israelischen Vertreter Hapoel Be’er Scheva durch. In einer Gruppe mit dem FC Liverpool, dem FC Sevilla und Spartak Moskau gelangen dem NK Maribor nur drei Punkte und man schied einmal mehr als Letzter aus. Seither konnte sich der slowenische Rekordverein nicht mehr für die Endrunde eines Europacup-Wettbewerbs qualifizieren.

## Erfolge
Slowenischer Meister (16 – Rekord):
- 1996/97, 1997/98, 1998/99, 1999/2000, 2000/01, 2001/02, 2002/03, 2008/09, 2010/11, 2011/12, 2012/13, 2013/14, 2014/15, 2016/17, 2018/19, 2021/22

Slowenischer Pokalsieger (9 – Rekord):
- 1991/92, 1993/94, 1996/97, 1998/99, 2003/04, 2009/10, 2011/12, 2012/13, 2015/16

Slowenischer Superpokalsieger (4 – Rekord):
- 2009, 2012, 2013, 2014

Champions-League-Teilnehmer (3):
- 1999/2000, 2014/15, 2017/18

UEFA-Intertoto-Cup-Sieger:
- 2006

## Stadion
Der Verein trägt seine Heimspiele im Stadion Ljudski vrt aus. Das Stadion wurde von 2006 bis 2008 fast von Grund auf neu gebaut – lediglich die 1964 errichtete Haupttribüne blieb erhalten. Nach der Fertigstellung der Umbauarbeiten hatte das Stadion eine Kapazität von 12.435 überdachten Sitzplätzen, welche 2010 nochmals erhöht wurde (auf 12.881 Plätze). Im Zuge des Stadionumbaus wurde in die neuen Tribünen auch ein Einkaufszentrum integriert. Die Neueröffnung wurde am 10. Mai 2008 beim Meisterschaftsspiel zwischen dem NK Maribor und NK Nafta Lendava gefeiert.

## Trainer
- Bojan Prašnikar (1996–2000, 2001–2002)
- Matjaž Kek (2000–2005)
- Darko Milanič (2008–2013, seit 2016)

## Spieler
- Spasoje Bulajič (1996–1998)
- Nastja Čeh (1996–2001)
- Elvedin  Džinič (2002–2011)
- Marinko Galič (1994–1996, 1999–2001)
- Amir Karić (1997–1998, 1998–2004)
- Matjaž Kek (1980–1985, 1995–1999)

- Dejan Mezga (2007–2014, 2016–2017)
- Željko Milinović (1995–1998)
- Simon Sešlar (1999–2001)
- Marko Simeunovič (1996–1997, 1999–2002)
- Marcos Tavares (2008–2022)